# John McDonald (Bogenschütze)
John McDonald (* 28. Mai 1965 in Halifax (Nova Scotia)) ist ein kanadischer Bogenschütze.
McDonald nahm an den Olympischen Spielen 1988 in Seoul teil; er wurde im Einzel 24. und erreichte mit der kanadischen Mannschaft Rang 16.
Er startete für die Victoria Bowmen.
1985 und 1987, als er nationaler Vizemeister war, gehörte er dem kanadischen Team bei den Weltmeisterschaften an.